# Lennart Back
Torsten Lennart Back (Ellenö, 28 de mayo de 1933-1 de agosto de 2022) fue un atleta sueco especialista en marcha atlética. 

## Carrera deportiva
Consiguió la medalla de plata en la primera edición de la Copa del Mundo de Marcha Atlética celebrada en 1961 en la ciudad suiza de Lugano sobre la distancia de 20 km.
Participó también en los Juegos Olímpicos de Roma, celebrados en 1960, donde terminó en sexta posición.